# Peter Enders (Politiker, 1959)

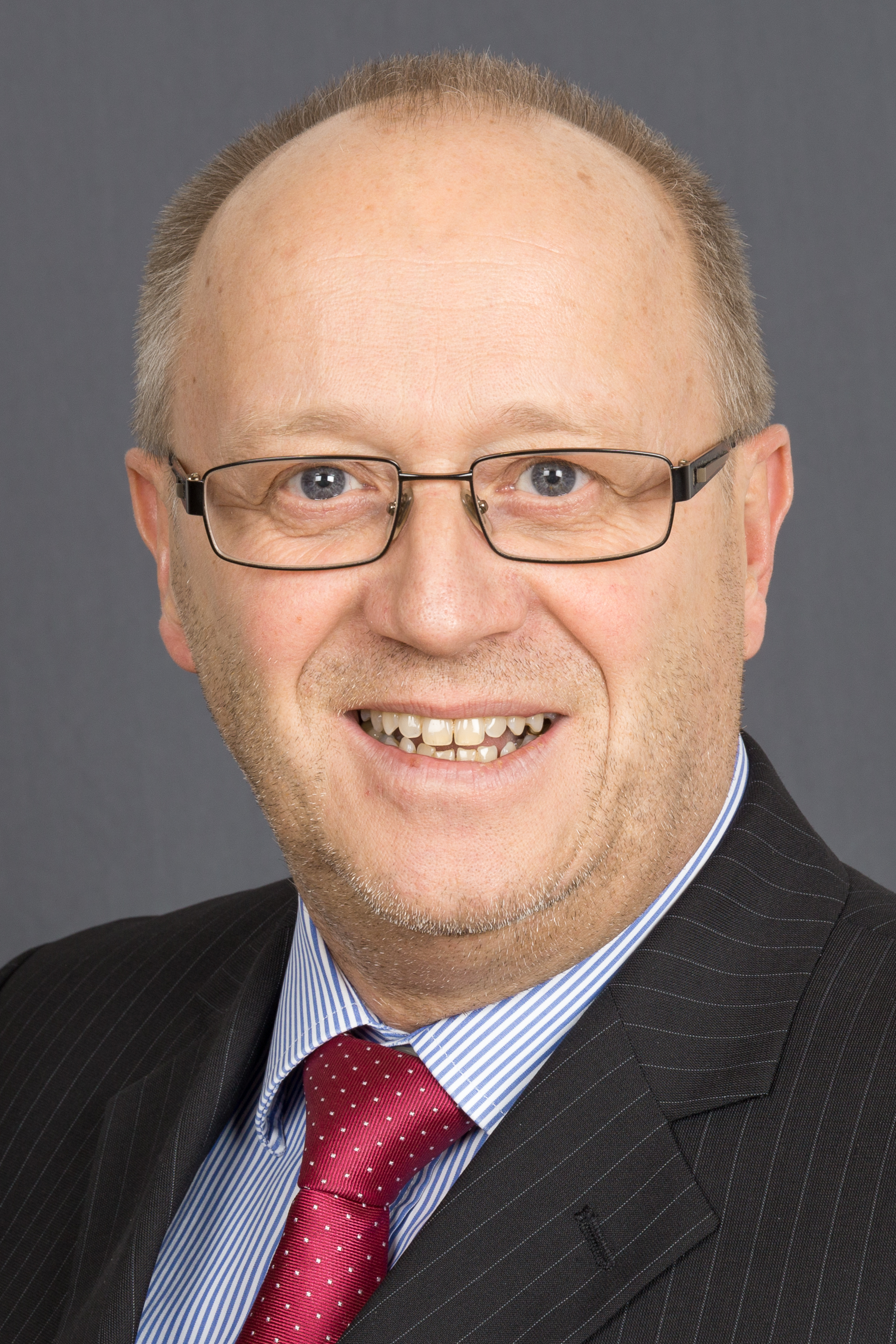
Peter Enders (2016)

Peter Enders (* 10. Mai 1959 in Eichen) ist ein deutscher Politiker (CDU). Er ist seit dem 1. September 2019 Landrat des Landkreises Altenkirchen. Von 1998 bis 2019 war er Mitglied des rheinland-pfälzischen Landtages.

## Werdegang
Nach dem Abitur 1977 absolvierte Peter Enders bis 1983 ein Studium der Humanmedizin. Von 1983 bis 1998 war er als Arzt bei der Bundeswehr tätig. Nach seiner Facharztausbildung als Anästhesist arbeitete er zuletzt am Bundeswehrzentralkrankenhaus Koblenz. Er ist verheiratet, katholisch und hat zwei erwachsene Kinder.
Enders trat 1991 der CDU bei und zog als Nachrücker für Alfred Beth 1998 in den rheinland-pfälzischen Landtag ein. Danach konnte er vier Mal in Folge das Direktmandat im Wahlkreis Altenkirchen (Westerwald) erringen.
Von 1999 bis 2019 war Peter Enders Ortsbürgermeister seines Geburtsortes Eichen und seit 1999 auch Mitglied des Kreistages des Landkreises Altenkirchen. Als Landrat des Landkreises Altenkirchen, mit seinem hohen Anteil an RWE Aktien, ist er im Beirat der RWE AG. Er ist auch Vorsitzender des Verwaltungsrates der Sparkasse Westerwald-Sieg. Weiterhin ist er Präsident des DRK-Kreisverbandes Altenkirchen und Vorsitzender des Fördervereins DRK-Krankenhaus Altenkirchen.
Bei der Kommunalwahl am 26. Mai 2019 wurde Peter Enders mit 54,9 Prozent der abgegebenen Stimmen in Urwahl zum Landrat des Landkreises Altenkirchen gewählt. Er folgt in dieser Funktion seinem Parteikollegen Michael Lieber nach. Vor dem Amtsantritt am 1. September 2019 schied er aus dem Landtag aus, ihm folgte als Nachrückerin Jessica Weller.
Peter Enders ist der Cousin des ehemaligen Airbus-CEO Thomas Enders.